# Arielulus torquatus
Arielulus torquatus är en fladdermus i familjen läderlappar som förekommer i Taiwan.
Arten är med 43 till 46 mm långa underarmar medelstor jämförd med andra släktmedlemmar. Pälsen på ovansidan består av svarta hår som har bronsfärgade spetsar och undersidans mörka hår har silverfärgade spetsar. Kännetecknande är ett ockra område på strupen. Djuret har svarta öron som är trekantiga. Artens svansflyghud är delvis täckt med päls.
Denna fladdermus hittades i Taiwans högland vid 1800 meter över havet. Antagligen lever den även i öns lägre delar. Habitatet utgörs av skogar.
Skriket som Arielulus torquatus använder för ekolokaliseringen har en frekvens mellan 25 och 70 kHz och den genomsnittliga frekvensen är 46,9 kHz.
Skogsavverkningar kan i framtiden föreställa ett hot. IUCN bedömde 2008 att beståndet är stabilt och listar arten som livskraftig (LC).